# Киффгойзер (район)
Киффгойзер (нім. Kyffhäuserkreis) — район у Німеччині, у складі федеральної землі Тюрингія. Адміністративний центр — місто Зондерсгаузен.

## Населення
Населення району становить 72 964 осіб (станом на 31 грудня 2021).

## Адміністративний поділ
Район складається з чотирьох міст і 23 громад (нім. Gemeinden), об'єднаних у три об'єднання громад (нім. Verwaltungsgemeinschaften), а також шести міст і десяти громад, які до складу таких об'єднань не входять.
Дані про населення наведені станом на 31 грудня 2021.
| Самостійні міста: 1. Артерн (Невірний параметр metadata 16065002) 2. Бад-Франкенгаузен (9995) 3. Віе (Невірний параметр metadata 16065081) 4. Ебелебен (2678) 5. Зондерсгаузен (21317) 6. Рослебен (Невірний параметр metadata 16065061) | Самостійні громади: 1. Абтсбессінген (488) 2. Бельштедт (161) 3. Вольфершвенда (Невірний параметр metadata 16065082) 4. Гельбедюндорф (2176) 5. Гольцзусра (264) 6. Донндорф (Невірний параметр metadata 16065013) 7. Киффгойзерланд (3887) 8. Рокштедт (206) 9. Тюрингенгаузен (Невірний параметр metadata 16065072) 10. Фраєнбессінген (212) |

Об'єднання громад

Зірочками (*) позначені центри об'єднань громад.
| - 1. Ан-дер-Шмюке (Невірний параметр metadata 160655001) 1. Бретлебен (Невірний параметр metadata 16065011) 2. Гаутерода (Невірний параметр metadata 16065031) 3. Гельдрунген (місто)* (Невірний параметр metadata 16065033) 4. Гемлебен (Невірний параметр metadata 16065034) 5. Горслебен (Невірний параметр metadata 16065022) 6. Ецлебен (263) 7. Обергельдрунген (744) 8. Ольдіслебен (Невірний параметр metadata 16065054) | - 2. Гройсен (3079) 1. Вассерталебен (374) 2. Вестгройсен (379) 3. Гройсен (місто)* (Невірний параметр metadata 16065023) 4. Гросенеріх (місто) (Невірний параметр metadata 16065084) 5. Клінген (місто) (1051) 6. Нідербеза (118) 7. Обербеза (312) 8. Топфштедт (553) 9. Требра (292) | - 3. Міттельцентрум-Артерн (Невірний параметр metadata 160655006) [Центр: Артерн] 1. Боркслебен (280) 2. Гайгендорф (Невірний параметр metadata 16065035) 3. Гегофен (603) 4. Іхштедт (Невірний параметр metadata 16065039) 5. Кальбсріт (603) 6. Менхпфіффель-Ніколаусріт (302) 7. Наузіц (Невірний параметр metadata 16065047) 8. Райнсдорф (812) 9. Рінглебен (Невірний параметр metadata 16065057) 10. Фойгтштедт (Невірний параметр metadata 16065076) |